# 1794 Фінсен
1794 Фінсен (1794 Finsen) — астероїд головного поясу, відкритий 7 квітня 1970 року.
Тіссеранів параметр щодо Юпітера — 3,143.